# Louis-Marie Chauvet
Louis-Marie Chauvet (geboren in de Vendée op 26 januari 1942) is een Franse rooms-katholieke theoloog. Hij werd priester gewijd in 1966. In die hoedanigheid was hij tot aan zijn emeritaat professor sacramentologie aan het Institut catholique de Paris. Momenteel is hij pastoor in het bisdom Pontoise te Deuil-la-Barre.

## Oeuvre
Het werken en denken van Louis-Marie Chauvet heeft in belangrijke mate bijgedragen aan de theologie van de sacramenten en de integratie van dit denken binnen nieuwe denkcategorieën en paradigma's, met name in de taalfilosofie. Zijn werk is in verschillende talen vertaald. Als auteur wordt hij beschouwd als een van de belangrijkste vorser in de hedendaagse theologie.
Enkele van de meest kenmerkende elementen in het denken en werk van Chauvet:
1. authentieke theologische methode
2. contextualisering en hergebruik van categorieën uit andere wetenschappen
3. Heidegeriaanse kritiek van de metafysica
4. een interactief driehoeksdenken van de Schrift, de sacramenten en de ethiek
5. geen directe gedachtentoegang tot God
6. het lichamelijk karakter van de beleefde openbaring
7. breuk met de scholastiek
8. een theologie van de sacramenten binnen het kader van de personen en groepen die ze vieren

## Publicaties
- Du symbolique au symbole : essai sur les sacrements, Cerf 1979 (Coll. Rites et symboles) (306 p.)
- Thèmes de réflexion sur l'eucharistie (1, Église et eucharistie ; 2, Le mystère de la présence du Christ ; 3, L'eucharistie, mémoire de l'Église ; 4, Le sacrifice du Christ et de l'Église), Lourdes 1980 (pour le Congrès eucharistique international de 1981).
- Symbole et sacrement : une relecture sacramentelle de l'existence chrétienne, Cerf 1987  (Coll. Cogitatio Fidei) (582 p.)
- Les sacrements : parole de Dieu au risque du corps, éd. Ouvrières, 1993
- De la médiation : quatre études de théologie sacramentaire fondamentale, paru en édition italienne (texte français et trad. en italien) sous le titre « Della Mediazione. Quattro studi di teologia sacramentaria fondamentale », Cittadella Editrice, Assisi et Pontificio Ateneo Sant’Anselmo, Roma, 2006 (236 p.)

## Over het denken van Chauvet
- Les sacrements révélation de l’humanité de Dieu : volume offert à Louis-Marie Chauvet, Ed. Philippe Bordeyne – Bruce T. MORRILL. Paris : Cerf 2008 (coll. « Cogitatio fidei », 263, 299 p.
- Arnaud Join-Lambert, « Célébrer les sacrements : action et langage prophétique », in Précis de théologie pratique, Éd. Gilles Routhier – Marcel Viau. Bruxelles – Québec – Paris, 2e éd. augmentée, 2007 (coll. « Théologies pratiques ») p. 551-562.
- Bernhard Blankenhorn, « The Instrumental Causality of the Sacraments: Thomas Aquinas and Louis-Marie Chauvet », in Nova et Vetera 4 (2006): 255-294.Lire en ligne[dode link]